# Блейд: Сериалът
„Блейд: Сериалът“ (на английски: Blade: The Series) е американско-канадски екшън сериал, базиран на супергероя на Марвел Комикс – Блейд.

## „Блейд: Сериалът“ в България
В България сериалът започва излъчване по Нова телевизия на 28 август 2007 г., всеки делник от 22:30 и завършва на 13 септември. Ролите се озвучават от артистите Йорданка Илова, Ася Рачева, Ивайло Велчев, Симеон Владов и Иван Танев.
На 9 февруари 2009 г. започва повторно излъчване по Диема, всеки делник от 19:00 и завършва на 25 февруари.

## Епизоди
| Номер | Заглавие          | Първо излъчване в САЩ | Първо излъчване в България |
| ----- | ----------------- | --------------------- | -------------------------- |
| 1     | Pilot             | 28 юни 2006 г.        | 28 и 29 август 2007 г.     |
| 2     | Death Goes On     | 5 юли 2006 г.         | 30 август 2007 г.          |
| 3     | Descent           | 12 юли 2006 г.        | 31 август 2007 г.          |
| 4     | Bloodlines        | 19 юли 2006 г.        | 3 септември 2007 г.        |
| 5     | The Evil Within   | 26 юли 2006 г.        | 4 септември 2007 г.        |
| 6     | Delivery          | 2 август 2006 г.      | 5 септември 2007 г.        |
| 7     | Sacrifice         | 9 август 2006 г.      | 6 септември 2007 г.        |
| 8     | Turn of the Screw | 16 август 2006 г.     | 7 септември 2007 г.        |
| 9     | Angels and Demons | 23 август 2006 г.     | 10 септември 2007 г.       |
| 10    | Hunters           | 30 август 2006 г.     | 11 септември 2007 г.       |
| 11    | Monsters          | 6 септември 2006 г.   | 12 септември 2007 г.       |
| 12    | Conclave          | 13 септември 2006 г.  | 13 септември 2007 г.       |